# Salón de la Fama de las mujeres de Georgia

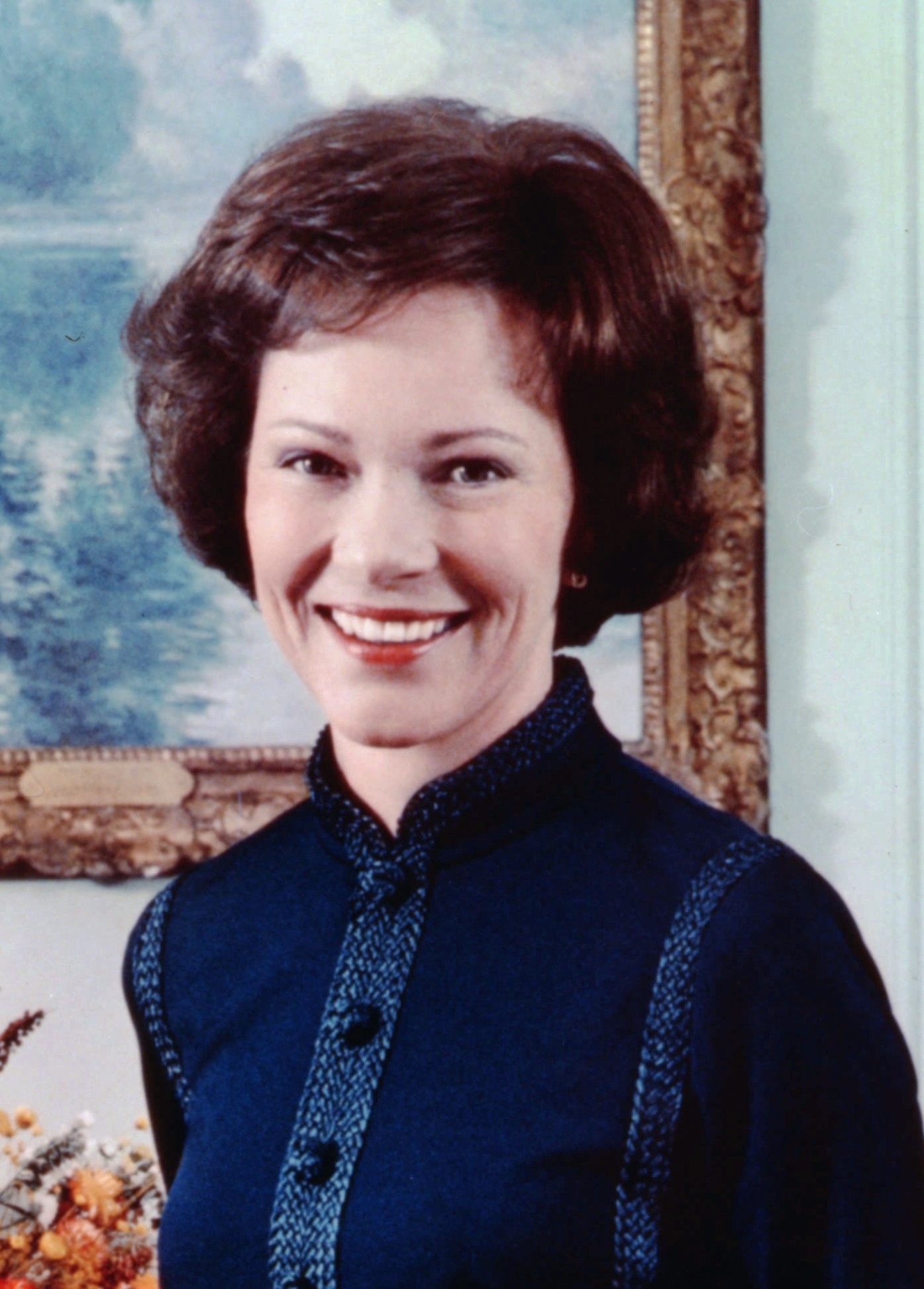
Rosalynn Carter de quien partió la propuesta de por primera vez.

El Salón de la Fama de las mujeres de Georgia reconoce a las mujeres nativas o residentes de estadounidenses del estado de Georgia por sus éxitos significativos o contribuciones a nivel estatal. El concepto fue propuesto por primera vez por Rosalynn Carter en 1988. La primera inclusión fue en 1992 en el Wesleyan College, y ha continuado anualmente. Las ceremonias de se llevan a cabo cada año durante el mes de marzo, designado como el Mes de la Historia de la Mujer. La organización consiste en una Junta de Fideicomisarios y una Junta de Selecciones.

## Criterios de selección
Las nominadas deben haber muerto por lo menos a partir de diez años atrás. Las georgianas, o aquellas asociadas con Georgia, se seleccionan en función del impacto del individuo en la sociedad. Las nominaciones se proponen a través de documentación y un formulario de nominación en línea, y deben enviarse antes de octubre de cualquier año. La organización tiene exposiciones itinerantes y conferenciantes disponibles bajo pedido.

## Galardonadas
| Nombre                        | Imagen | Nacimiento-Muerte | Año  | Área de éxitos | Ref(s)        |
| ----------------------------- | ------ | ----------------- | ---- | --- | ------------- |
| Eliza Frances (Fanny) Andrews |        | (1840-1931)       | 2006 | Botánica | [ 3 ]         |
| Ludie Clay Andrews            |        | (1875-1969)       | 2018 | Primera enfermera registrada afroamericana en Georgia. Fundadora de la Escuela de Entrenamiento Municipal de Grady de Enfermeras de Color | [ 4 ]         |
| Madeleine Kiker Anthony       |        | (1903-1989)       | 2003 | Conservacionista histórica que ayudó a salvar el antiguo palacio de justicia en Dahlonega, Georgia, ahora el sitio del Museo del Oro Dahlonega | [ 5 ]         |
| Susan Cobb Milton Atkinson    |        | (1860-1942)       | 1996 | Primera dama de Georgia; proponente de una universidad para mujeres apoyada por el estado | [ 6 ]         |
| Sarah Randolph Bailey         |        | (1885-1972)       | 2012 | Educadora que organizó las Reservas de niñas patrocinadas por la YWCA para niñas afroamericanas | [ 7 ]         |
| Dicksie Bradley Bandy         |        | (1890-1971)       | 1993 | Filántropa, mujer de negocios, hizo campaña para restaurar el histórico sitio principal de Cherokee Chief Vann House. | [ 8 ]         |
| Elfrida De Renne Barrow       |        | (1884-1970)       | 2008 | Autora, poetisa | [ 9 ]         |
| Mathilda Beasley              |        | (1832-1903)       | 2004 | Antigua esclava, la primera monja católica afroestadounidense de Georgia | [ 10 ]        |
| Martha McChesney Berry        |        | (1866-1942)       | 1992 | Fundadora del Berry College | [ 11 ]        |
| Nellie Peters Black           |        | (1851-1919)       | 1996 | Organizadora y activista de problemas de la mujer | [ 12 ]        |
| Mary Musgrove Bosomworth      |        | (1700-1765)       | 1993 | Mujer india Creek que sirvió como intérprete para James Oglethorpe | [ 13 ]        |
| Selena Sloan Butler           |        | (1872-1964)       | 1995 | Fundadora de la primera PTA afroamericana | [ 14 ]        |
| Margaret O. Bynum             |        | (1921-1982)       | 2007 | Educadora | [ 15 ]        |
| Carolyn Mackenzie Carter      |        | (1919-2010)       | 2017 | Primera fotoperiodista para el Atlanta Journal-Constitution | [ 16 ]        |
| Lillian Gordy Carter          |        | (1898-1983)       | 2011 | Trabajadora del Cuerpo de Paz; enfermera; mujer de negocios | [ 17 ]        |
| Helena Maud Brown Cobb        |        | (1869-1922)       | 2003 | Misionera, educadora | [ 18 ]        |
| Julia L. Coleman              |        | (1889-1973)       | 2001 | Educadora | [ 19 ]        |
| Mary Francis Hill Coley       |        | (1900-1966)       | 2011 | Partera, del All My Babies | [ 20 ]        |
| Wessie Gertrude Connell       |        | (1915-1987)       | 2002 | Bibliotecaria | [ 21 ]        |
| Ellen Smith Craft             |        | (1826-1891)       | 1996 | Antigua esclava, educadora | [ 22 ]        |
| Sallie Ellis Davis            |        | (1877-1950)       | 2000 | Educadora | [ 23 ]        |
| Julia Lester Dillon           |        | (1871-1959)       | 2003 | Arquitecta paisajista | [ 24 ]        |
| Henrietta Stanley Dull        |        | (1863-1964)       | 2013 | Servicio de cáterin, periodista, autor (como SR Dull) de Southern Cooking | [ 25 ]        |
| Cassandra Pickett Durham      |        | (1824-1885)       | 1993 | Primera mujer en Georgia en obtener un título de doctor en medicina | [ 26 ]        |
| Lettie Pate Evans             |        | (1872-1953)       | 1998 | Filántropa. | [ 27 ]        |
| Rebecca Latimer Felton        |        | (1835-1930)       | 1997 | Primera mujer en ejercer en el Senado de los Estados Unidos; defensora de los derechos de las mujeres | [ 28 ]        |
| Julia Flisch                  |        | (1861-1941)       | 1994 | Periodista, defensora de los derechos de las mujeres, educadora | [ 29 ]        |
| Edith Lenora Foster           |        | (1906-1996)       | 2007 | Bibliotecaria, escritora, historiadora | [ 30 ]        |
| Mary Ann Harris Gay           |        | (1829-1918)       | 1997 | Autora | [ 31 ]        |
| Amilee Chastain Graves        |        | (1910-1983)       | 2008 | Editora; primera mujer en ocupar cargos electos en el Condado de Habersham | [ 32 ]        |
| Grace Towns Hamilton          |        | (1907-1992)       | 2006 | Primera mujer afroamericana elegida para la Asamblea General de Georgia | [ 33 ]        |
| Ethel Harpst                  |        | (1883-1967)       | 2012 | Fundadora de la casa de Ethel Harpst para niños | [ 34 ]        |
| Corra Mae White Harris        |        | (1869-1935)       | 1996 | Autora | [ 35 ]        |
| Julia Collier Harris          |        | (1885-1967)       | 1998 | Periodista, líder cívica, editora | [ 36 ]        |
| Allie Carroll Hart            |        | (1913-2003)       | 2015 | Trabajó para preservar los registros y fotografías del gobierno; estableció el Georgia Archives Institute para el desarrollo profesional; ayudó a crear la Conferencia de Archivos y Archivos del Sureste; Premio Fiel al Servicio de 1971 del Gobernador Jimmy Carter, Premio al Logro Sobresaliente de Georgia Trust en 1997 y 2000, Salón de la Fama de los Antiguos Alumnos de la Universidad de Brenau 2002                                                    | [ 37 ] [ 38 ] |
| Nancy Morgan Hart             |        | (1735-1830)       | 1997 | Mujer fronteriza, patriota estadounidense, espía del ejército colonial durante la Guerra de Independencia de los Estados Unidos | [ 39 ]        |
| Laura Askew Haygood           |        | (1845-1900)       | 2000 | Educadora, misionera | [ 40 ]        |
| Louise Frederick Hays         |        | (1881-1951)       | 2004 | Historiadora, directora Departamento de Archivos e Historia de Georgia | [ 41 ]        |
| Sarah Harper Heard            |        | (1853-1919)       | 2016 | Fundadora de un sistema de biblioteca itinerante | [ 42 ]        |
| Sarah Porter Hillhouse        |        | (1763-1831)       | 2006 | Primera mujer editora e impresora en Georgia | [ 43 ]        |
| Lugenia Burns Hope            |        | (1871-1947)       | 1996 | Reforma Social | [ 44 ]        |
| May duBignon Stiles Howard    |        | (1894-1983)       | 2011 | Cuidado de la salud | [ 45 ]        |
| Anna Colquitt Hunter          |        | (1892-1985)       | 1995 | Preservacionista histórica | [ 46 ]        |
| Mary Gregory Jewett           |        | (1908-1976)       | 2013 | Fundadora y primera presidenta del Georgia Trust for Historic Preservation | [ 47 ]        |
| Rhoda Kaufman                 |        | (1888-1956)       | 1998 | Activista social | [ 48 ]        |
| Lucy Craft Laney              |        | (1854-1933)       | 1992 | Educadora, administradora del hospital | [ 49 ]        |
| Ellamae Ellis League          |        | (1899-1991)       | 2016 | Arquitecta | [ 42 ]        |
| Clermont Huger Lee            |        | (1914-2006)       | 2017 | Una de las primeras arquitectas paisajistas de Georgia | [ 16 ]        |
| Mary Ann Lipscomb             |        | (1848-1918)       | 2010 | Educatdora | [ 50 ]        |
| Carrie Steele Logan           |        | (1829-1900)       | 1998 | Fundadora del Hogar de los Huérfanos de Carrie Steele | [ 51 ]        |
| Helen Dortch Longstreet       |        | (1863-1962)       | 2004 | Activista social | [ 52 ]        |
| Juliette Gordon Low           |        | (1860-1927)       | 1992 | Fundadora de Girl Scouts of the USA | [ 53 ]        |
| Helen Douglas Mankin          |        | (1894-1956)       | 2007 | Primera mujer elegida para el Congreso de los Estados Unidos de Georgia | [ 54 ]        |
| Sara Branham Matthews         |        | (1888-1962)       | 2007 | Científica que descubrió un tratamiento para la meningitis espinal | [ 55 ]        |
| Carson McCullers              |        | (1917-1967)       | 1994 | Autora | [ 56 ]        |
| Lula Dobbs McEachern          |        | (1874-1949)       | 2002 | Educadora, misionera, filántropa | [ 57 ]        |
| Lucy Barrow McIntire          |        | (1886-1975)       | 1997 | Activista cívica | [ 58 ]        |
| Alice Woodby McKane           |        | (1865-1948)       | 2005 | Primera doctora en Savannah | [ 59 ]        |
| Moina Belle Michael           |        | (1869-1944)       | 1999 | Originó la idea de usar amapolas para recordar a los muertos en la guerra; honrado con un sello de correos de los Estados Unidos en 1948 | [ 60 ]        |
| Caroline Pafford Miller       |        | (1903-1992)       | 2009 | Ganó el Premio Pulitzer en 1934 por su primera novela, Lamb in His Bosom, la primera georgiana en ganar el Pulitzer por Ficción. | [ 61 ]        |
| Margaret Mitchell             |        | (1900-1949)       | 1994 | Autora de Lo que el viento se llevó | [ 62 ]        |
| Ruth Hartley Mosley           |        | (1886-1975)       | 1994 | Filántropa | [ 63 ]        |
| Sarah McLendon Murphy         |        | (1892-1954)       | 2004 | Activista a favor de los niños | [ 64 ]        |
| Susan Dowdell Myrick          |        | (1893-1978)       | 2008 | Periodista, asesora técnica de la película Lo que el viento se llevó | [ 65 ]        |
| Viola Ross Napier             |        | (1881-1962)       | 1993 | Miembro de la Cámara de Representantes de Georgia | [ 66 ]        |
| Lucile Nix                    |        | (1903-1968)       | 2017 | Primera encargada de biblioteca para el estado de Georgia | [ 16 ]        |
| Beulah Rucker Oliver          |        | (1888-1963)       | 2012 | Educadora | [ 67 ]        |
| Flannery O'Connor             |        | (1925-1964)       | 1992 | Autora | [ 68 ]        |
| Nina Anderson Pape            |        | (1869-1944)       | 2005 | Educadora | [ 69 ]        |
| Frances Freeborn Pauley       |        | (1905-2003)       | 2015 | Liga de Mujeres Votantes; Presidenta de la Liga DeKalb; Presidenta de la Liga de Georgia; Directora Ejecutiva del Consejo de Relaciones Humanas de Georgia; activista de la Oficina de Derechos Civiles que trabajó para implementar la Ley de Derechos Civiles de 1964 | [ 38 ]        |
| Harriet Powers                |        | (1837-1910)       | 2009 | Creadora de la «Colcha de la Biblia» ahora en posesión del Museo Nacional de Historia de los Estados Unidos. | [ 70 ]        |
| Hazel Jane Raines             |        | (1916-1956)       | 1995 | Primera mujer en Georgia en obtener una licencia de piloto (licencia privada y licencia comercial de Eastern Air Lines ), piloto de acrobacias, teniente de piloto de servicios de la Fuerza Aérea Femenina durante la Segunda Guerra Mundial, voló con la aerolínea británica Air Transportation Auxiliar, entrenó estudiantes brasileños, retirada del servicio activo para volar en la Guerra de Corea, ingresó en el Salón de la Fama de la Aviación de Georgia | [ 71 ] [ 72 ] |
| Gertrude Pridgett "Ma" Rainey |        | (1886-1939)       | 1993 | Cantante de blues | [ 73 ]        |
| Jeannette Pickering Rankin    |        | (1880-1973)       | 2005 | Primera mujer elegida para la Cámara de Representantes de los Estados Unidos | [ 74 ]        |
| Celestine Sibley              |        | (1914-1999)       | 2010 | Periodista | [ 75 ]        |
| Lillian Eugenia Smith         |        | (1897-1966)       | 1999 | Autor de Strange Fruit' , una novela de 1944 sobre el amor interracial | [ 76 ]        |
| Alice Harrell Strickland      |        | (1859-1947)       | 2002 | Primera mujer alcaldesa de Georgia | [ 77 ]        |
| Rebecca Stiles Taylor         |        | (1879-1958)       | 2014 | Primera presidenta del capítulo de Savannah de la Asociación Nacional de Mujeres de Color | [ 78 ]        |
| Susie Baker King Taylor       |        | (1848-1912)       | 2018 | Enfermera y educadora, primera enfermera del ejército afroestadounidense, escribió y autopublicó una memoria de sus experiencias en la Guerra Civil. | [ 4 ]         |
| Ella Gertrude Clanton Thomas  |        | (1834-1907)       | 2014 | Autora de memorias | [ 79 ] [ 78 ] |
| Emily Harvie Thomas Tubman    |        | (1794-1885)       | 1994 | Fundadora de la primera escuela secundaria pública para niñas en Augusta | [ 80 ]        |
| Katie Hall Underwood          |        | (1884-1977)       | 2016 | Comadrona | [ 42 ]        |
| Bazoline Estelle Usher        |        | (1885-1992)       | 2014 | Primera supervisora de Atlanta de las escuelas negras | [ 78 ]        |
| Catherine Evans Whitener      |        | (1880-1964)       | 2001 | Revivió el arte textil de formación de nudos en un negocio rentable | [ 81 ]        |
| Leila Ross Wilburn            |        | (1885-1967)       | 2003 | Primera arquitecta registrada de Georgia | [ 82 ]        |
| Madrid Williams               |        | (1911-1993)       | 2010 | Primera mujer presidenta de la Asociación Nacional de Ejecutivos de Bar | [ 83 ]        |
| Mamie George S. Williams      |        | (1872-1951)       | 2018 | Primera mujer afroamericana en el Comité Nacional del Partido Republicano. Primera mujer en hablar desde la Convención Nacional Republicana. | [ 4 ]         |
| Ellen Louise Axson Wilson     |        | (1860-1914)       | 2000 | Primera dama de los Estados Unidos | [ 84 ]        |
| Nell Kendall Hodgson Woodruff |        | (1892-1968)       | 2015 | Cruz Roja Americana; voluntaria; primera mujer miembro del Comité de Administración del Hospital Emory; Eisenhower la nombró para asistir a la Organización Mundial de la Salud en Ginebra, Suiza; creó la Escuela de Enfermería Nell Hodgson Woodruff | [ 38 ]        |
| Emily Barnelia Woodward       |        | (1885-1970)       | 2004 | Periodista | [ 85 ]        |
| Lollie Belle Moore Wylie      |        | (1858-1923)       | 2013 | Escritora | [ 86 ]        |
| Jane Hurt Yarn                |        | (1924-1995)       | 2009 | Ecologista, conservacionista | [ 87 ]        |